# Medînivka, Korosten
Medînivka (în ucraineană Мединівка) este localitatea de reședință a comunei Medînivka din raionul Korosten, regiunea Jîtomîr, Ucraina.
Localitatea face parte din regiunea istorică Volânia, iar după tratatul de pace de la Riga din 1921 a devenit parte a Uniunii Sovietice.

## Demografie
Componența lingvistică a localității Medînivka
     Ucraineană (94,74%)
     Rusă (4,86%)
     Alte limbi (0,4%)
Conform recensământului din 2001, majoritatea populației localității Medînivka era vorbitoare de ucraineană (94,74%), existând în minoritate și vorbitori de rusă (4,86%).